# Petr Zahrádka

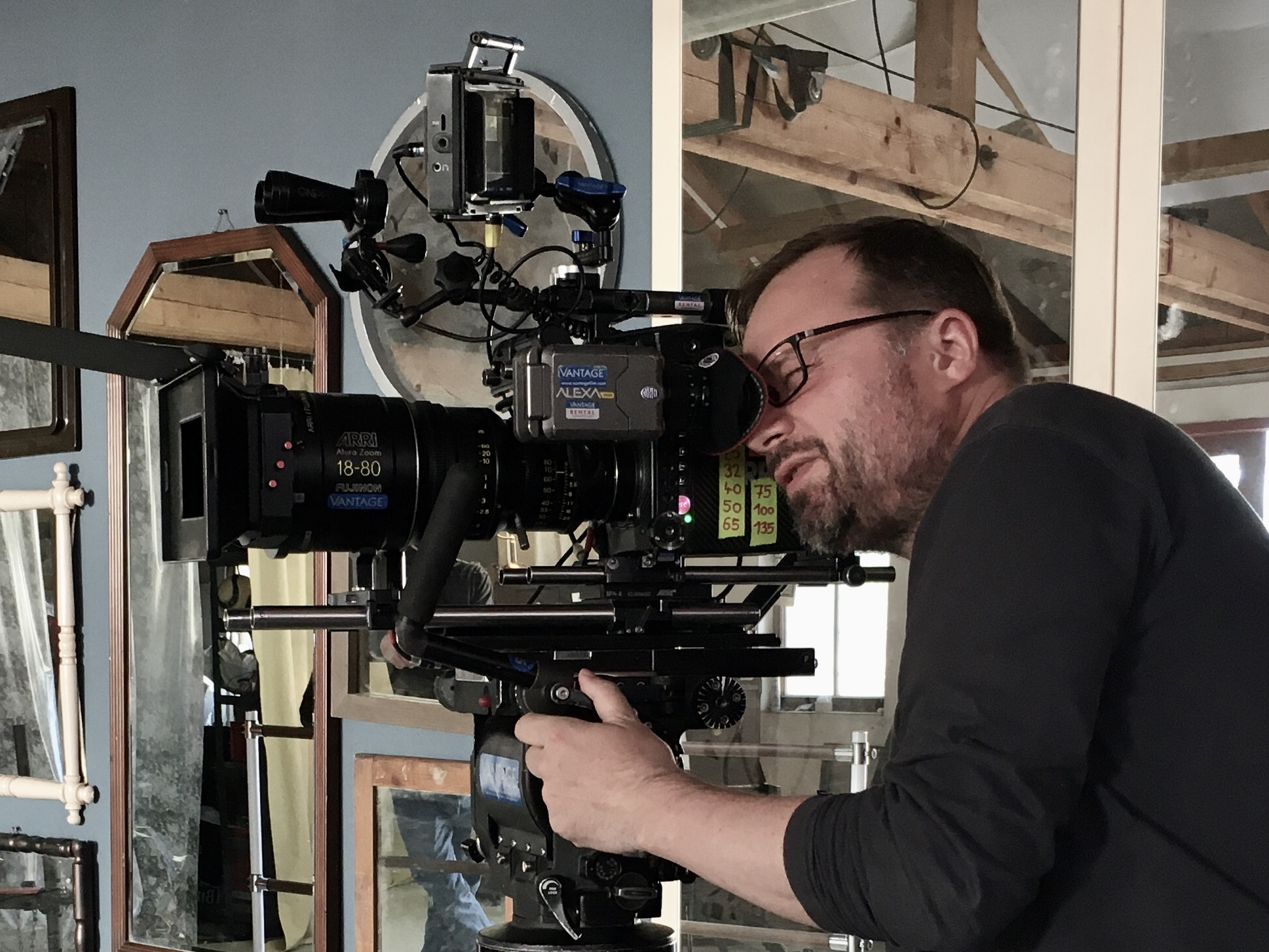
Při natáčení filmu

Petr Zahrádka (* 26. listopadu 1974, Praha) je český filmový režisér a scenárista.

## Život
Narodil se na pražském Žižkově. Na začátku 80. let vstoupil do 4. přístavu vodních skautů Jana Nerudy Praha. V 90. letech žil v izraelském kibucu Cabri. FAMU absolvoval v roce 2004.

## Dílo
Režíruje celovečerní filmy, seriály, dokumenty, reklamy a videoklipy.

### Filmová režie
- 2009 — One Love (dokument)
- 2018 — Doktor Martin: Záhada v Beskydech
- 2020 — Chlap na střídačku
- 2021 — Láska na špičkách
- 2022 — Ženy a život
- 2025 - Jak se nám to mohlo stát?!

### Televizní režie
- 2006 — Letiště
- 2007 — Gynekologie 2
- 2008 — Neviňátka
- 2008 — Soukromé pasti, díly Malý terorista a DNA jako důkaz
- 2008 — Nebe a Vincek
- 2009 — Ordinace v růžové zahradě
- 2010 — Hotel Insomnia
- 2012 — Obchoďák
- 2012 — Cesty domů
- 2012 — Základka
- 2013 — Škoda lásky
- 2013 — Dokumentární radost z Jihlavy
- 2013 — Nevinné lži, díly: Klukovina a Druhý dech
- 2015 — Doktor Martin
- 2015 — Rudyho má každý rád
- 2017 — Dáma a Král
- 2019 — Strážmistr Topinka
- 2021 — Pan profesor
- 2022 — Malé dějiny Žižkova
- 2022 — Ulice
- 2023 — Táta v nesnázích
- 2023 — Neratov
- 2024 — Chci slyšet, co jsem nikdy neslyšel

### Scénáře
- 2004 — Náš život
- 2006 — Letiště
- 2008 — Transcendent
- 2011 — Čtyři kontejnery Šaolinu
- 2014 — Host u tabule
- 2020 — Chlap na střídačku (úprava francouzského scénáře)

### Rozhlas
- 2023 — Národ sobě v každé době (čtyřdílný dokuseriál o historii Národního divadla)